# The Good Doctor (seizoen 2)
Dit artikel vat het tweede seizoen van The Good Doctor samen.

## Rolverdeling

### Hoofdrollen
- Freddie Highmore - dr. Shaun Murhpy
- Nicholas Gonzalez - dr. Neil Melendez
- Antonia Thomas - dr. Claire Browne
- Hill Harper - dr. Marcus Andrews
- Richard Schiff - dr. Aaron Glassman
- Christina Chang - dr. Audrey Lim
- Fiona Gubelmann - dr. Morgan Reznick
- Will Yun Lee - dr. Alex Park
- Tamlyn Tomita - Allegra Aoki

### Terugkerende rollen
- Paige Spara - Lea
- Teryl Rothery - JL
- Lisa Edelstein - dr. Marina Blaize
- Daniel Dae Kim - dr. Jackson Han
- Jasika Nicole - dr. Carly Lever
- Ricky He - Kellan Park
- Elfina Luk - verpleegster Dalisay Villanueva
- Karin Konoval - verpleegster Deena Petringa

## Afleveringen
| Nr. | Aflevering | Titel                    | Regisseur            | Schrijver(s)                            | Selectie gastrollen | Uitzenddatum      |  |
| --- | ---------- | ------------------------ | -------------------- | --------------------------------------- | --- | ----------------- |  |
| 19 | 1          | Hello                    | Mike Listo           | Freddie Highmore                        | Chuku Modu - dr. Jared Kalu Raphael Sbarge - Edward Austin Thomas Gabrielle Rose - Melanie Arnott Lane Edwards - Elliot Arnott                                                    | 24 september 2018 |  |
| Het ziekenhuis heeft een nieuwe directeur, dr. Andrews heeft deze functie overgenomen van dr. Glassman. Dr. Andrews zou graag zien dat dr. Murphy zijn communicatievaardigheden opvijzelt, dr. Brown meer assertiever wordt en dr. Morgan een betere teamspeler wordt. Dr. Kalu is bezig met zijn laatste dag in het ziekenhuis, en aangezien dr. Andrews hem graag ziet vertrekken geeft hij hem geen verdere raad mee in zijn werkwijze. Dr. Murphy en dr. Kalu gaan als dokter naar een daklozenkamp om te zien of zij daar tot dienst kunnen zijn. Daar aangekomen ontmoeten zij Harry, een mentaal onstabiele dakloze man. Wanneer dr. Murphy tijd doorbrengt bij dr. Glassman, die zijn behandeling voor hersenkanker begint, krijgt hij een idee waar Harry aan kan lijden. Hij begint bij Harry aan de behandeling en na zijn genezingsproces komt hij tot ontdekking dat Harry in werkelijkheid Edward heet, en hij kan nu herenigd worden met zijn familie. Door deze gebeurtenissen is dr. Murphy beter geworden in zijn communicatie. Ondertussen zet dr. Andrews dr. Melendez onder druk om een gecompliceerde en risicovolle hartoperatie uit te voeren op een patiënte. Voor de operatie ontstaat er een complicatie, waarvoor dr. Brown op advies van dr. Morgan een oplossing aandraagt. Dr. Kalu neemt afscheid van zijn collega's, en dr. Brown vraagt hem zonder resultaat nogmaals te blijven. Dr. Murphy krijgt bij thuiskomst een verrassing te verwerken, bij zijn appartement ziet hij zijn oude vriendin Lea staan. |            |                          |                      |                                         | |                   |  |
| 20 | 2          | Middle Ground            | Steve Robin          | David Shore                             | Camille Hyde - Asha /Mara Khalilah Joi - moeder van Mara Alimi Ballard - vader van Mara Faustino Di Bauda - Paul Buendia Eileen Barrett - Lori Buendia Max Chadburn - Zoe Buendia | 1 oktober 2018    |  |
| Dr. Murphy en dr. Brown assisteren dr. Melendez in de behandeling van Paul, een conciërge in het ziekenhuis die door dr. Murphy heeft ontdekt dat hij lijdt aan alvleesklierkanker en nog een jaar te leven heeft. Zij bieden hem een risicovolle operatie aan die hem een langere leven zal geven, en op aandringen van zijn familie gaat hij hiermee akkoord. Tijdens de operatie komen de dokters een complicatie tegen, en Paul sterft onder hun handen. De familie geeft nu hun hiervan de schuld omdat zij hem hiervoor overgehaald hebben, en dr. Murphy liegt tegen hen dat Paul deze operatie wel wilde voor hun gemoedsrust. Dr. Lim krijgt de zestienjarige Mara op spreekuur die in het verleden een vrouwelijke genitale verminking heeft ondergaan, en wil nu dat de dokter haar reconstrueert. Na de operatie ervaart Mara extreme pijn, zo erg dat zij in coma wordt gebracht. Op aandringen van haar ouders en maatschappelijk werk moet dr. Lim haar clitoris verwijderen om haar pijn te laten stoppen. Tijdens de operatie besluit dr. Lim Mara te helpen en voert zonder toestemming van de ouders een clitorisreconstructie uit, en nadat Mara uit haar narcose ontwaakt blijkt dr. Lim gelijk te hebben met haar beslissing. Dr. Glassman heeft grote moeite een hersenchirurg te vinden voor zijn operatie die hij kan vertrouwen, maar onder druk maakt hij uiteindelijk toch een beslissing en ondergaat zijn operatie. Dr. Murphy ontwijkt de laatste dagen zijn appartement, dit om Lea te ontlopen. Hij vertelt dr. Brown dat hij grote moeite heeft met haar terugkeer, dit omdat toen zij de laatste keer wegging hem dit veel pijn deed en nu bang is dat zij hem weer pijn zal doen.                                                                                                 |            |                          |                      |                                         | |                   |  |
| 21 | 3          | 36 Hours                 | Larry Teng           | Thomas L. Moran                         | Liza Lapira - verpleegster Ann Flores Holly Taylor - Maddie Glassman Arjay Smith - Daniel Porter David DeSantos - Robert Plager                                                   | 8 oktober 2018    |  |
| Tijdens een 36 uur durende dienst worden dr. Murphy en dr. Morgan door dr. Lim, die hierna afwezig zal zijn, naar de eerste hulp gestuurd om daar te helpen, en dr. Brown en dr. Park mogen dr. Melendez assisteren. Dr. Melendez behandelt een patiënte met endometriose, en zal haar opereren om zo haar vruchtbaarheid te waarborgen. Tijdens de operatie wordt er ontdekt dat haar toestand erger is als eerst werd gedacht. De oorspronkelijke operatie zou 22 uur duren, maar wordt door deze ontdekking zeker langer. Uiteindelijke moet er beslist worden of de patiënte een hysterectomie moet ondergaan, en aangezien de echtgenoot dit niet wil beslissen doet dit dr. Brown voor hem. Dr. Melendez wil met een riskante operatie de baarmoeder behouden, maar dr. Brown beslist dan toch voor een hysterectomie. Tijdens deze marathonoperatie zijn er harde woorden gevallen, maar nadat deze afgerond is vergeven zij elkaar hiervoor. Dr. Murphy en dr. Morgan krijgen gevarieerde patiënten op de eerste hulp. Zij zien zo een kind met een gloeilamp in zijn mond, een patiënt die lijdt aan een priapisme dat later een abces blijkt te zijn. Dr. Lim is afwezig omdat zij moet voorkomen in de rechtbank vanwege een verkeersboete. Door haar brutaal gedrag wordt zij voor belediging van de rechtbank in een cel gezet. Terwijl zij vrijgelaten wordt krijgt zij een bericht van het ziekenhuis, haar aanwezigheid wordt op prijs gesteld voor een operatie. Dr. Murphy biedt zijn verontschuldigingen aan Lea aan, en legt haar uit wat zijn angst is. Dr. Glassman ontwaakt uit zijn operatie, en heeft een visioen van zijn overleden dochter Maddie. |            |                          |                      |                                         | |                   |  |
| 22 | 4          | Tough Titmouse           | Steven DePaul        | David Hoselton                          | Holly Taylor - Maddie Glassman Brooke Smith - Sybil Meeks Lesley Fera - Nicole Leah Lewis - Kitty                                                                                 | 15 oktober 2018   |  |
| Mac, een jongen met fragiele-X-syndroom, verwondt zichzelf en zijn moeder Nicole. Dr. Murphy en dr. Park geloven dat Nicole haar zoon het beste naar een groepshuis kan sturen, waarmee zij instemt. Dr. Lim, dr. Brown en dr. Morgan behandelen de achttienjarige solo klimster Kitty. Zij kan geholpen worden met een riskante operatie waarbij zij haar vaardigheden zal behouden, maar haar ouders zijn hierop tegen en dit zorgt voor een ruzie tussen hen. Dr. Brown probeert nu te bemiddelen, maar het lukt haar niet hen nader bij elkaar te brengen. Dr. Brown en dr. Melendez krijgen een discussie hoe nu verder te handelen. De dochter Maddie van dr. Glassman stierf als tiener toen zij onder invloed van cannabis door haar vader het huis uit werd gezet. Dr. Glassman heeft nu in een visioen een gesprek met Maddie, en zij verklaren nu elkaar wederzijdse liefde. Dr. Murphy worstelt met zijn gevoelens voor Lea, en wil graag van haar weten waarom zij is teruggekeerd. Lea is ontsteld als zij verneemt dat dr. Murphy een tweepersoonsappartement voor hen beiden heeft gehuurd. |            |                          |                      |                                         | |                   |  |
| 23 | 5          | Carrots                  | Sharat Raju          | Liz Friedman                            | Reiko Aylesworth - Sam DeLeon Bryce Johnson - Wade Sheila Kelley - Debbie Wexler David Lewis - Sam DeLeon                                                                         | 29 oktober 2018   |  |
| Dr. Lim behandelt Wade, die lijdt aan de ziekte van Crohn en een fistel, en nu zijn gastric bypass ongedaan moet worden gemaakt. De aanleg voor obesitas wil hij echter geheimhouden voor zijn echtgenoot Spencer, dit omdat Spencer zwaarlijvige mensen grappig vindt. Dr. Melendez behandelt Louisa, een moeder met anorexia nervosa en mitralisinsufficiëntie. Opdat ze geopereerd kan worden moet eerst haar gewicht op peil gebracht worden, en ondanks alle risico’s wil dr. Melendez haar nu opereren. Dr. Brown heeft een methode bedacht met diepe hersenstimulatie (DHS), en ondanks de bezwaren van dr. Melendez legt zij dit voor aan Louisa. Zij ondergaat de DHS en wil daarna meteen eten, waarna ze besluit om voor de operatie te gaan. Lea is bang dat het ten koste gaat van hun vriendschap als zij met Dr. Murphy samen gaat wonen, maar gaat uiteindelijk toch akkoord. |            |                          |                      |                                         | |                   |  |
| 24 | 6          | Two-Ply (or Not Two-Ply) | Tara Nicole Weyr     | Simran Baidwan                          | Supinder Wraich - Jas Kohli Caitlin Carmichael - Riley Mulloy Sheila Kelley - Debbie Wexler Chad Willett - Bruce Mulloy                                                           | 5 november 2018   |  |
| Dr. Brown werkt vandaag onder dr. Lim, en behandelt tienermeisje Riley met ademhalingsproblemen. Haar ouders geloven dat dit te wijten is aan hun scheiding, maar dr. Brown vermoedt dat zij een tumor heeft. Wanneer haar problemen erger worden, haalt dr. Brown de ouders over om in te stemmen met een kijkoperatie. Tijdens de operatie wordt er een vreemde ontdekking gedaan, in de longen van Riley vinden zij een stuk LEGO wat de problemen veroorzaakte. Dr. Murphy en dr. Morgan behandelen Jas, een violist. Zij krijgen een discussie over wat hij kan mankeren, want dr. Murphy vermoedt dat Jas een vleesetende bacterie heeft. Dr. Morgan wil echter geen test hiervoor uitvoeren, dit omdat de carrière van Jas geruïneerd kan worden als zij het verkeerd hebben. De twijfels bij dr. Morgan zorgt er echter voor dat de arm van Jas geamputeerd moet worden wanneer haar klachten erger worden. Deze uitkomst zorgt ervoor dat dr. Morgan begint te twijfelen over de onderlinge competitie die de artsenopleiding voortbrengt. Dr. Glassman mag thuis verder revalideren waar hij de hulp krijgt van Debbie, maar vraagt haar te vertrekken wanneer hij gewond raakt nadat zij samen in bed belandden. Dr. Murphy en Lea hebben zo hun problemen nu zij samenwonen. Dr. Glassman vertelt Lea dat, als zij niet samen wil wonen, zij meteen dr. Murphy moet verlaten. Tot opluchting van dr. Murphy besluit Lea voor hun relatie te vechten en bij hem te blijven. |            |                          |                      |                                         | |                   |  |
| 25 | 7          | Hubert                   | Marisol Adler        | David Renaud                            | Rachel Boston - Kayla John Patrick Amedori - Dash Hemky Madera - Santiago Gonzalo Menendez - Armando Benitez                                                                      | 12 november 2018  |  |
| Kamergenote Kayla van dr. Brown blijkt te lijden aan ovariumcarcinoom, en zet dr. Melendez onder druk om een pijnbestrijding bij haar op te starten voordat zij aan de behandeling beginnen. Op verzoek van Kayla neemt dr. Brown samen met dr. Park deel in het operatieteam. Kayla wil indien zij de operatie niet overleeft dat dr. Brown met haar echtgenoot gaat daten, en zend hen alvast weg voor een eetafspraak. Dr. Lim en dr. Murphy behandelen Santiago, die een niertransplantatie nodig heeft. Zijn broer is een perfecte match voor de transplantatie, maar wil dit alleen doen als Santiago belooft het familiebedrijf te voorkopen omdat hij zo financiële vrijheid krijgt. Dr. Grassman lijdt aan geheugenverlies. Als de goudvis van dr. Murphy en Lea sterft, brengt dat Lea aan het twijfelen over zichzelf. |            |                          |                      |                                         | |                   |  |
| 26 | 8          | Stories                  | Michael Patrick Jann | Sal Calleros                            | Christine Horn - Dawn Williams Elliott Sancrant - Finn Tilley Reggie Austin - Todd Williams Elyse Levesque -                                                                      | 19 november 2018  |  |
| Dr. Morgan en dr. Park behandelen Finn, waarvan de ouders niet geloven in het vaccinatieprogramma. Finn heeft een gebroken ruggenmerg, en tijdens de behandeling gaat de moeder toch akkoord om Finn te vaccineren. Finn knapt helemaal op, maar door de stiekeme vaccinatie door de moeder staat de huwelijke tussen haar en echtgenoot onder flinke druk. Dr. Murphy en dr. Brown behandelen Todd en Dawn, een stel dat betrokken was bij een auto-ongeluk. Hierdoor krijgt Dawn een miskraam van haar buitenbaarmoederlijke zwangerschap, wat vreemd is omdat Todd een vasectomie heeft ondergaan. Dit zet hun relatie onder druk, maar kan met hulp van dr. Brown gered worden. Deze zaak zorgt er echter wel voor dat dr. Brown besluit om uit te kijken naar een andere baan. Dr. Andrews waarschuwt dr. Melendez dat hij geen kans op promotie maakt mocht dr. Brown het ziekenhuis verlaten. Dr. Melendez moet nu beslissen of hij zich hard opstelt naar dr. Brown of toe zal geven aan haar wensen, en besluit uiteindelijk aan haar toe te geven. Op verzoek van dr. Glassman voert dr. Murphy enkele testen uit om zo het geheugen van dr. Glassman te testen. Daar komt uit dat er bepaalde gaten zitten in zijn geheugen, wat hen zorgen baart. |            |                          |                      |                                         | |                   |  |
| 27 | 9          | Empathy                  | Joanna Kerns         | Karen Struck                            | Tyler Ritter - George Reynolds Mason Gooding - Billy Cayman Zahf Paroo - anesthesioloog                                                                                           | 26 november 2018  |  |
| Dr. Browne en dr. Reznick behandelen George, een pedofiel die zijn behoeftes nooit in praktijk heeft gebracht. Hij nam in het geheim hormonen die zijn behoeftes onderdrukte, maar deze zorgen ervoor dat hij nu een hersenberoerte heeft. Om hiervan te herstellen moet hij stoppen met de hormonen, en aangezien hij niet wil toegeven aan zijn behoeftes smeekt hij zijn artsen om hem te castreren. Eerst willen zij niet aan zijn wensen voldoen, maar nadat hij een poging doet om zichzelf te castreren besluiten zij toch om zijn wens te inwilligen. Tijdens de operatie ontdekken zij dat de castratie niet kan omdat hij dan een te laag testosteron gehalte krijgt, en nadat George uit zijn narcose ontwaakt neemt hij door zijn teleurstelling een drastische beslissing. Dr. Park en dr. Murphy behandelen Billy, een jonge gevangene die regelmatig slachtoffer is van mishandelingen. Dr. Park biedt hem een plastische operatie aan op zijn voorhoofd, waar Billy een deuk heeft zitten door mishandeling door zijn vader. Dr. Murphy is het hier niet mee eens, dit omdat het geen medische noodzaak heeft en dr. Lim neemt deze mening over. Tijden de operatie van Billy draagt dr. Murphy een ander en simpeler mogelijkheid voor om het voorhoofd van Billy te herstellen, en later wordt hij hiervoor door Billy hartelijk bedankt. Ondertussen wordt dr. Andrews onder druk gezet om een nieuwe hoofd Chirurgie te benoemen. Na een lange en heftige voorrondes onder de kandidaten besluit dr. Andrews tot ieders verrassing zichzelf hiervoor te benoemen. Dr. Brown ontdekt dat dr. Glassman lijdt aan geheugenverlies, en tot grote verrassing van dr. Glassman neemt dr. Murphy zijn rijbewijs af. Lea geeft dan dr. Murphy rijlessen om zo chauffeur voor dr. Glassman te kunnen zijn. |            |                          |                      |                                         | |                   |  |
| 28 | 10         | Quarantine (Deel 1)      | Mike Listo           | Liz Friedman Lloyd Gilyard jr.          | Dan Byrd - Tyler Durness Alex Weed - Chris Santos Camille Guaty - Viola Rell Battle - Kerstman Pete William MacDonald - Bob Cravens                                               | 3 december 2018   |  |
| Nadat dr. Lim en dr. Melendez samen de nacht doorbrengen besluiten zij, ondanks dat zij beide hiervan hebben genoten, dat dit eenmalig was. Op de eerste hulp bezwijken twee patiënten van een vlucht vanuit Maleisië aan een onbekend virus, en dit zorgt ervoor dat de eerste hulp in quarantaine geplaatst wordt. In de quarantaine bevinden zich dr. Murphy, dr. Lim, dr. Reznick en de vervreemde zoon van dr. Park, Kellan. Dr. Reznick behandelt Tyler, een geïnfecteerde ambulancebroeder die romantische gevoelens heeft voor dr. Reznick. Maar tijdens zijn behandeling sterft Tyler, met dr. Reznick met gemengde gevoelens achterlatend. Dr. Lim ontdekt dat zij ook geïnfecteerd is met het virus en laat zich isoleren zodat zij niemand infecteert. Op de eerste hulp is ook patiënt Pete aanwezig die een obstructie in zijn darmen heeft en een operatie nodig heeft. Aangezien er een quarantaine geldt, moet hij op de eerste hulp geopereerd worden zonder de benodigde instrumenten. Dr. Murphy bezwijkt onder de stress en stort neer. Kellan raakt in een astma-aanval waar hij niet uit kan komen. Ondertussen in het veilige gedeelte van het ziekenhuis hebben dr. Brown en dr. Melendez de grootste moeite om Chris, een patiënt die lijdt aan acute leukemie, in leven te houden. Chris heeft echter een perfecte donor, zijn vervreemde vader die zich hiervoor aangeboden heeft. Maar er komen problemen als blijkt dat de vader vastzit in de quarantaine. Door deze vertraging krijgt Chris een hartstilstand, en hebben de artsen de grootste moeite om hem terug te halen. Lea rijdt dr. Glassman naar het ziekenhuis voor controle en hoort dan dat de kanker terug is. |            |                          |                      |                                         | |                   |  |
| 29 | 11         | Quarantine (Deel 2)      | Mike Listo           | Simran Baidwan Mark Rozeman             | Dan Byrd - Tyler Durness Alex Weed - Chris Santos Camille Guaty - Viola Rell Battle - Kerstman Pete William MacDonald - Bob Cravens                                               | 14 januari 2019   |  |
| Dr. Reznick kan dr. Murphy weer bij zijn volle bewustzijn terugbrengen, zodat de operatie op Pete tot een goed uiteinde komt. Dr. Melendez en dr. Brown hebben met hulp van dr. Andrews een oplossing bedacht voor de beenmergtransplantatie op Chris. Dr. Park negeert de afsluiting van de eerste hulp door de quarantaine om zo zijn zoon te helpen met zijn astma aanval, en neemt dan op de eerste hulp beenmerg af van de vader van Chris. De transplantatie is een succes, maar dan overlijdt de vader aan een hartstilstand. Dr. Reznick behandeld dr. Lim, en het lukt haar de patiënte te laten herstellen. De zwangere Viola ontdekt dat haar vliezen zijn gebroken en beseft dat de baby eruit wil. Dr. Murphy helpt haar en ontdekt dat Viola een keizersnede moet ondergaan, en het lukt hem met hulp van Kellan zowel Viola als de baby te redden. Dr. Park beseft dat hij zijn zoon in het verleden verkeerd heeft behandeld, en wil zijn banden met hem als zowel zijn ex-vrouw weer aanhalen. Dr. Glassman hoort goed nieuws: de kanker is niet teruggekeerd, maar hij lijdt aan een hersenvliesontsteking en moet met spoed geopereerd worden. |            |                          |                      |                                         | |                   |  |
| 30 | 12         | Aftermath                | Dawn Wilkinson       | Thomas L. Moran                         | Cheryl White - Carmen Dunn Jennifer Birmingham Lee - Mia Wuellner Andres Joseph - Jake Dahlen Garfield Wilson - Carnell Hunter                                                    | 21 januari 2019   |  |
| In de nasleep van de quarantaine geeft de overheid order voor verder onderzoek in het ziekenhuis of er verantwoordelijke zijn voor de virusuitbraak. De onderzoekersleider geeft zijn twijfels door aan dr. Andrews over het functioneren van dr. Murphy, dr. Lim en dr. Melendez tijdens de quarantaine, en denkt erover om hun medische licenties te schorsen. Nu de eerste hulp gesloten is voor schoonmaak brengt dr. Park de dag door met zijn zoon en ex-vrouw Mia, dr. Reznick en dr. Brown brengen hun dag door met de moeder van dr. Brown die wil verhuizen en dr. Murphy en dr. Glassman brengen hun dag door met Lea. Dr. Park en Mia beslissen dat zij hun verbroken relatie weer een nieuwe kans willen geven. Dr. Reznick en dr. Brown ontdekken dat de moeder van dr. Brown weg wil omdat haar vriend haar ten huwelijk heeft gevraagd. Dr. Brown kan haar moeder echter ervan overtuigen om aan haar relatie te werken. Tijdens deze perikelen ontdekt dr. Brown dat dr. Reznick in het verleden slachtoffer is geweest van een stalker, en heeft respect voor haar dat zij hiervoor niet terug deinsde. Dr. Glassman beslist dat hij een versnelde chemokuur wil ondergaan, om zo meer van zijn tijd te kunnen genieten. Dr. Murphy ontdekt dat Lea een nieuwe vriend heeft, genaamd Jake. Dr. Lim en dr. Melendez ontdekken dat hun romantische nacht complicaties geeft op hun werk, maar besluiten dan toch om elkaar te blijven zien en dit geheim te houden. |            |                          |                      |                                         | |                   |  |
| 31 | 13         | Xin                      | David Straiton       | Brian Shin                              | Vered Blonstein - Lana Moore Alex Plank - Javier Maldonado Emily Kuroda - Sunny Lee Vedette Lim - Grace Lee Sheena Chou - Teresa Moon Andres Joseph - Jake Dahlen                 | 28 januari 2019   |  |
| Dr. Brown, dr. Park en dr. Melendez behandelen een oudere vrouw, Sonny, die bewusteloos is binnengebracht. Zij blijkt een mechanisch hart te hebben met een technische storing, en aangezien zij de kennis hierover missen willen zij Sonny naar China sturen waar zij dit hart heeft gekregen. Tijdens deze ontwikkelingen ontdekken zij dat de meegekomen dochter Teresa niet de biologische dochter van Sonny is, maar dat de echte biologische dochter Grace al een tijd buiten beeld van Sonny is. Door complicaties moeten de artsen Sonny onmiddellijk opereren, waarbij ze ontdekken dat niet het mechanische hart het probleem is, maar een kransslagader die niet goed werkt. De operatie wordt dan een succes, en Sonny kan nu aan haar herstel werken. Dr. Park en Teresa willen dan de relatie tussen Sonny en Grace herstellen, en laat hen beiden weer tot elkaar komen. Dr. Lim, dr. Reznick en dr. Murphy behandelen de autistische patiënte Lana, die lijdt aan een aneurysma in de hersenen. Dit kan verholpen worden door een operatie waarbij Lana bij bewustzijn moet blijven om zo haar spraak te kunnen controleren. Dr. Murphy en dr. Reznick willen dat Javi, de kamergenoot van Lana, bij de operatie aanwezig is omdat hij een goede verhouding heeft met Lana. Dankzij Javi wordt de operatie succesvol uitgevoerd. Dan verklaart Javi verliefd op Jana te zijn. Ondertussen heeft dr. Murphy er moeite mee dat Lea een nieuwe vriend heeft, en weet niet hoe hij hiermee moet omgaan. Dr. Murphy heeft ook moeite met dr. Glassman die zwaar te lijden heeft met zijn chemokuur. Hij twijfelt of hij nu een arts of een vriend naar hem moet zijn. |            |                          |                      |                                         | |                   |  |
| 32 | 14         | Faces                    | Allison Liddi-Brown  | David Hoselton                          | Chloe Csengery - Molly Lilli Birdsell - Shannon Tindle Mo Gaffney - Uber chauffeuse Kurt Evans - Dean                                                                             | 4 februari 2019   |  |
| Molly is opgenomen in het ziekenhuis en heeft een vernietigd gezicht na een ongeluk met een pistool. Wanneer Karen, een veertienjarig meisje, hersendood wordt verklaard vraagt dr. Andrews haar moeder Shannon toestemming voor een gezichtstransplantatie van Molly. Op het eerste moment is Shannon niet in staat om hierin mee te gaan, maar na een confrontatie die door dr. Brown is opgezet gaat ze toch akkoord. Het lukt het chirurgenteam om Molly weer een nieuw gezicht te geven. Ondertussen vragen dr. Melendez en dr. Lim zich af of hun nieuwe relatie bestand is tegen hun werkrelatie, en besluiten hun romantische relatie te beëindigen. Dr. Murphy neemt een vrije dag om dr. Glassman bij te staan, en dit leidt tot het samen nuttigen van medische cannabis. Wanneer zij hiervan onder invloed zijn nemen zij een Uber taxi om een oude jeugdvriendin van dr. Glassman te vinden. Deze onderneming zorgt ervoor dat dr. Murphy beseft niet akkoord te gaan met het feit dat Lea een nieuwe vriend heeft. |            |                          |                      |                                         | |                   |  |
| 33 | 15         | Risk and Reward          | Freddie Highmore     | David Renaud                            | Robyn Lively - Diane Monroe Peter Benson - Nigel Monroe Ravi Kapoor - Minesh Goyal Joe Adler - Larry Childs Alison Araya - dr. Garcia                                             | 18 februari 2019  |  |
| Dr. Glassman ondergaat momenteel chemotherapie, en maakt al snel kennis met zijn lotgenoten op de behandelkamer. Eerst staat hij niet open voor nieuwe vriendschappen, maar beseft later dat hij dit niet alleen hoeft te ondergaan. Het personeel van het ziekenhuis maakt kennis met het nieuwe hoofd chirurgie, dr. Jackson Han. Dr. Han geeft dr. Melendez opdracht om Minesh, een rijke zakenman, een volledig onderzoek te geven. Tijdens het onderzoek wordt een gezwel ontdekt, en dat deze voor 95 % goedaardig zal zijn. Maar mocht deze toch operatief verwijderd moeten worden, zal dit zeer risicovol zijn. Minesh wil toch alle onzekerheden wegnemen, en besluit voor de operatie te gaan. De operatie verloopt succesvol, maar Minesh houdt er toch een licht verlamde been aan over. Dr. Lim, dr. Brown en dr. Murphy behandelen Persephone, een pasgeboren baby met storingen aan haar hart en darmen. Dr. Murphy vertelt haar moeder in zijn eerlijkheid dat deze waarschijnlijk te wijten is aan het nemen van antidepressivum tijdens haar zwangerschap. Dr. Han is hier woedend over en vertelt dr. Murphy, tot zijn afgrijzen, dat hij hem overplaats naar de afdeling pathologie, hier komt hij immers niet persoonlijk in contact met patiënten. |            |                          |                      |                                         | |                   |  |
| 34 | 16         | Believe                  | Alrick Riley         | Sal Calleros Karen Struck               | Jasika Nicole - dr. Carly Lever Spencer Garrett - pastoor Clarence Diana Pavlovská - vrouw van pastoor Sheila Kelley - Debbie Wexler Kelsey Crane - Sadie Barnes                  | 25 februari 2019  |  |
| Dr. Glassman is klaar met zijn chemotherapie, en wil dit vieren met Debbie. Maar is verrast als Debbie hem afwijst, dit omdat hij haar in het verleden wegduwde toen hij ziek werd. Dr. Melendez, dr. Reznick en dr. Browne behandelen pastoor Clarence die lijdt aan kanker. Hij wil echter niet dat de artsen een spondylodese uitvoeren om zo zijn pijn weg te nemen, dit omdat hij geloofd dat dit zijn straf is voor het niet voorkomen van een zelfmoord van een van zijn parochianen. Wanneer de artsen ontdekken dat de kanker wonderbaarlijk uit zich eigen is genezen haalt dr. Browne, die haar geloof in het verleden is verloren, de pastoor over om toch een spondylodese uit te laten uitvoeren. Dr. Lim en dr. Park behandelen Sadie een jonge dame die een proscopie heeft gehad dat zij snel zal sterven. Zij besluit Sadie te onderzoeken, en vinden dan een agressieve en ongeneeslijke hersentumor. Dr. Murphy, die met tegenzin is begonnen op de afdeling pathologie, vindt bewijzen dat dr. Lim een verkeerde diagnose heeft gemaakt. Het lukt hem dr. Han hiervan te overtuigen en Sadie wordt opnieuw getest. Het nieuwe onderzoek wijst uit dat Sadie een parasiet in haar hersens heeft die behandeld kan worden. Dr. Murphy vindt deze ontdekking een goede reden om dr. Han te vragen om hem terug te plaatsen naar chirurgie, maar dr. Han vindt dit juist een goede reden om hem op pathologie te houden. |            |                          |                      |                                         | |                   |  |
| 35 | 17         | Breakdown                | Mike Listo           | Thomas L. Moran Lloyd Gilyard jr.       | Jasika Nicole - dr. Carly Lever James Immekus - Paulie Grimm Joy Osmanski - Laura Petrie                                                                                          | 4 maart 2019      |  |
| Dr. Han komt tot overeenstemming met de medische tuchtraad, waarna het ziekenhuis een boete betaald en dr. Murphy, dr. Lim en dr. Melendez een paar cursussen moeten volgen. De laatste testresultaten van dr. Glassman wijzen uit dat hij nu volledig kankervrij is. Dr. Lim behandelt een pasgeboren baby van haar oude vriendin Laura, en de baby vertoont verschijnselen van shakenbabysyndroom. Dr. Murphy ontdekt echter dat de baby geen slachtoffer is van misbruik, maar dat de baby complicaties heeft overgehouden van de geboorte. Dr. Melendez behandeld Kenny, een jongeman met een enorm tumor in zijn lichaam. Hij zet een groot team op voor de operatie van Kenny, en er volgen al snel complicaties waarna dr. Melendez eist dat dr. Murphy hem komt helpen. Dr. Murphy kan dan een plan voorleggen, waarna de operatie van Kenny veilig voortgezet kan worden. Tot zijn teleurstelling wordt dr. Murphy hierna weer weggestuurd van de afdeling chirurgie. Dr. Murphy is het hier niet mee eens en ondergaat dan een emotionele instorting, en eist bij dr. Han zijn baan als chirurg terug. Dr. Han is echter niet onder de indruk en besluit dr. Murphy te ontslaan. Dr. Lim besluit om haar relatie met dr. Melendez te openbaren en gaat dan met hem naar dr. Andrews om hem in te lichten. |            |                          |                      |                                         | |                   |  |
| 36 | 18         | Trampoline               | David Shore          | David Shore David Hoselton Mark Rozeman | Greg Calderone - Zack Cordell Jill Morrison - Jenny Waring Joy Osmanski - Laura Petrie                                                                                            | 11 maart 2019     |  |
| NNB |            |                          |                      |                                         | |                   |  |